# AFC East
De American Football Conference East Division of AFC East is een divisie van de NFL's American Football Conference.  De divisie heeft vier deelnemers: Buffalo Bills, Miami Dolphins, New England Patriots en de New York Jets.

## Teams
De volgende teams hebben in de AFC East gespeeld:
| Team                 | Stad                        | Periode in AFC East | AFC East-titels | Super Bowls                            | Eerdere naam                |
| -------------------- | --------------------------- | ------------------- | --------------- | -------------------------------------- | --------------------------- |
| Buffalo Bills        | Orchard Park, New York      | 1970–heden          | 12              | geen                                   |                             |
| Indianapolis Colts   | Indianapolis, Indiana       | 1970–2001           | 6               | 1 (1970)                               | Baltimore Colts (1970–1983) |
| Miami Dolphins       | Miami Gardens, Florida      | 1970–heden          | 13              | 2 (1972, 1973)                         |                             |
| New England Patriots | Foxborough, Massachusetts   | 1970–heden          | 21              | 6 (2001, 2003, 2004, 2014, 2016, 2018) |                             |
| New York Jets        | East Rutherford, New Jersey | 1970–heden          | 2               | geen                                   |                             |

## Divisie-indeling
De AFC East werd opgericht in 1970, samen met de AFC Central en de AFC West, na de fusie van de American Football League met de National Football League. In de oude AFL was ook al een East Division, met daarin vijf teams. Vier daarvan werden bij de oprichting van de AFC in het westen gehouden: de Boston Patriots (een jaar later hernoemd tot New England Patriots), de Buffalo Bills, de Miami Dolphins en de New York Jets. Het vijfde team (de Houston Oilers) werden in de AFC Central geplaatst. Daarvoor kwamen de Baltimore Colts in de plaats, zij kwamen over van de Coastal Division in de NFL en werden dus niet (zoals dertien van de andere vijftien NFL-ploegen) in de NFC geplaatst.
In 1984 volgde de eerste wijziging: de Colts verhuisden naar Indianapolis en werden zo het westelijkste team in de AFC East (westelijker dan drie van de vier teams in de AFC Central.
Toen de NFL in 2002 uitbreidde naar 32 teams werd er besloten om in zowel de NFC als de AFC een extra divisie te creëren, zodat elke divisie bestond uit vier teams. De Colts waren het team dat vertrok (naar de nieuwe AFC South), hoewel het geografisch gezien logischer zou zijn geweest om de Dolphins te verhuizen. Een belangrijke reden om dat niet te doen, was dat de overige vier teams al voor de fusie tussen de AFL en de NFL bij elkaar zaten. Met het oog op de historie was het dus aannemelijker dat zij ook nu bij elkaar zouden blijven.
Sinds de AFC East uit vier teams bestaat zijn de New England Patriots de dominante ploeg, ze wonnen tot aan 2015 twaalf van de veertien divisie-titels en drie keer de Super Bowl.
- 1970–1983: Baltimore Colts, Buffalo Bills, Miami Dolphis, New England Patriots[4] en New York Jets
- 1984–2001: Buffalo Bills, Indianapolis Colts, Miami Dolphins, New England Patriots en New York Jets
- 2002–heden: Buffalo Bills, Miami Dolphins, New England Patriots en New York Jets

## Winnaars
In dit overzicht zijn de ploegen te vinden die zich voor de AFC East wisten te plaatsen voor de play-offs, met tussen haakjes de bereikte ronde.
| Kleur of afkorting | Betekenis                                 |
| Geel               | AFC East-team won AFC-titel en Super Bowl |
| Rood               | AFC East-team won AFC-titel               |
| (SB)               | Team won AFC-titel en Super Bowl          |
| (F)                | Team won AFC-titel                        |
| (HF)               | Team verloor AFC Championship             |
| (KF)               | Team verloor Divisional Playoffs          |
| (WC)               | Team verloor Wild Card Playoffs           |
| ------------------ | ----------------------------------------- |

| Seizoen | Winnaar                   | Balans | Percentage | Wild-Card-teams                                                    |
| ------- | ------------------------- | ------ | ---------- | ------------------------------------------------------------------ |
| 1970    | Baltimore Colts (SB)      | 11-1-2 | 0,821      | Miami Dolphins (KF)                                                |
| 1971    | Miami Dolphins (F)        | 10-1-3 | 0,750      | Baltimore Colts (HF)                                               |
| 1972    | Miami Dolphins (SB)       | 14-0-0 | 1,000      |                                                                    |
| 1973    | Miami Dolphins (SB)       | 12-0-2 | 0,857      |                                                                    |
| 1974    | Miami Dolphins (KF)       | 11-0-3 | 0,786      | Buffalo Bills (KF)                                                 |
| 1975    | Baltimore Colts (KF)      | 10-0-4 | 0,714      |                                                                    |
| 1976    | Baltimore Colts (KF)      | 11-0-3 | 0,786      | New England Patriots (KF)                                          |
| 1977    | Baltimore Colts (KF)      | 10-0-4 | 0,714      |                                                                    |
| 1978    | New England Patriots (KF) | 11-0-5 | 0,688      | Miami Dolphins (WC)                                                |
| 1979    | Miami Dolphins (KF)       | 10-0-6 | 0,625      |                                                                    |
| 1980    | Buffalo Bills (KF)        | 11-0-5 | 0,688      |                                                                    |
| 1981    | Miami Dolphins (KF)       | 11-1-4 | 0,719      | New York Jets (WC), Buffalo Bills (KF)                             |
| 1982    | Miami Dolphins (F)        | 7-0-2  | 0,778      | New York Jets (HF), New England Patriots (WC)                      |
| 1983    | Miami Dolphins (KF)       | 12-0-4 | 0,750      |                                                                    |
| 1984    | Miami Dolphins (F)        | 14-0-2 | 0,875      |                                                                    |
| 1985    | Miami Dolphins (HF)       | 12-0-4 | 0,750      | New York Jets (WC), New England Patriots (F)                       |
| 1986    | New England Patriots (KF) | 11-0-5 | 0,688      | New York Jets (KF)                                                 |
| 1987    | Indianapolis Colts (KF)   | 9-0-6  | 0,600      |                                                                    |
| 1988    | Buffalo Bills (HF)        | 12-0-4 | 0,750      |                                                                    |
| 1989    | Buffalo Bills (KF)        | 9-0-7  | 0,563      |                                                                    |
| 1990    | Buffalo Bills (F)         | 13-0-3 | 0,813      | Miami Dolphins (KF)                                                |
| 1991    | Buffalo Bills (F)         | 13-0-3 | 0,813      | New York Jets (WC)                                                 |
| 1992    | Miami Dolphins (HF)       | 11-0-5 | 0,688      | Buffalo Bills (F)                                                  |
| 1993    | Buffalo Bills (F)         | 12-0-4 | 0,750      |                                                                    |
| 1994    | Miami Dolphins (KF)       | 10-0-6 | 0,625      | New England Patriots (WC)                                          |
| 1995    | Buffalo Bills (KF)        | 10-0-6 | 0,625      | Indianapolis Colts (HF), Miami Dolphins (WC)                       |
| 1996    | New England Patriots (F)  | 11-0-5 | 0,688      | Buffalo Bills (WC), Indianpolis Colts (WC)                         |
| 1997    | New England Patriots (KF) | 10-0-6 | 0,625      | Miami Dolphins (WC)                                                |
| 1998    | New York Jets (HF)        | 12-0-4 | 0,750      | Miami Dolphins (KF), Buffalo Bills (WC), New England Patriots (WC) |
| 1999    | Indianapolis Colts (KF)   | 13-0-3 | 0,813      | Buffalo Bills (WC), Miami Dolphins (KF)                            |
| 2000    | Miami Dolphins (KF)       | 11-0-5 | 0,688      | Indianapolis Colts (WC)                                            |
| 2001    | New England Patriots (SB) | 11-0-5 | 0,688      | Miami Dolphins (WC), New York Jets (WC)                            |
| 2002    | New York Jets (KF)        | 9-0-7  | 0,562      |                                                                    |
| 2003    | New England Patriots (SB) | 14-0-2 | 0,875      |                                                                    |
| 2004    | New England Patriots (SB) | 14-0-2 | 0,875      | New York Jets (KF)                                                 |
| 2005    | New England Patriots (KF) | 10-0-6 | 0,625      |                                                                    |
| 2006    | New England Patriots (HF) | 12-0-4 | 0,750      | New York Jets (WC)                                                 |
| 2007    | New England Patriots (F)  | 16-0-0 | 1,000      |                                                                    |
| 2008    | Miami Dolphins (WC)       | 11-0-5 | 0,688      |                                                                    |
| 2009    | New England Patriots (WC) | 10-0-6 | 0,625      | New York Jets (HF)                                                 |
| 2010    | New England Patriots (KF) | 14-0-2 | 0,875      | New York Jets (HF)                                                 |
| 2011    | New England Patriots (F)  | 13-0-3 | 0,813      |                                                                    |
| 2012    | New England Patriots (HF) | 12-0-4 | 0,750      |                                                                    |
| 2013    | New England Patriots (HF) | 12-0-4 | 0,750      |                                                                    |
| 2014    | New England Patriots (SB) | 12-0-4 | 0,750      |                                                                    |
| 2015    | New England Patriots (HF) | 12-0-4 | 0,750      |                                                                    |
| 2016    | New England Patriots (SB) | 14-0-2 | 0,875      | Miami Dolphins (WC)                                                |
| 2017    | New England Patriots (F)  | 13-0-3 | 0,813      | Buffalo Bills (WC)                                                 |
| 2018    | New England Patriots (SB) | 11-0-5 | 0,688      |                                                                    |
| 2019    | New England Patriots (WC) | 12-0-4 | 0,750      | Buffalo Bills (WC)                                                 |
| 2020    | Buffalo Bills (HF)        | 13-0-3 | 0,813      |                                                                    |
| 2021    | Buffalo Bills (KF)        | 11-0-6 | 0,647      | New England Patriots (WC)                                          |
| 2022    | Buffalo Bills (KF)        | 13-0-3 | 0,813      | Miami Dolphins (WC)                                                |
| 2023    | Buffalo Bills (KF)        | 11-0-6 | 0,647      | Miami Dolphins (WC)                                                |
| 2024    | Buffalo Bills (HF)        | 13-0-4 | 0,765      |                                                                    |

## Records en trivia
- De New England Patriots zijn met zes Super Bowls en 21 divisie-titels het succesvolste team in de AFC East.
- De Patriots zijn ook het laatste AFC East-team dat de Super Bowl wist te winnen (in het seizoen 2018).
- De New York Jets zijn het team dat het langst wacht op plaatsing voor de play-offs (laatste keer was in 2010).
- De beste score voor een AFC East-team in het reguliere seizoen is 1,000 (alles winnen). Dit werd behaald door de New England Patriots (zestien duels in 2007) en door de Miami Dolphins in 1972 (veertien duels in 1972). Dit zijn de enige twee keren vanaf 1970 dat een team geen enkele wedstrijd in het reguliere seizoen verloor.
- Omdat de Patriots in 2007 de Super Bowl verloren, blijven de Dolphins in 1972 het enige team dat geen enkele wedstrijd verloor. Wel wonnen de Patriots (18-1) meer wedstrijden dan de Dolphins (17-0), omdat het reguliere seizoen vanaf 1978 met twee wedstrijden was verlengd. Dit record delen ze met de San Francisco 49ers van 1984 en de Chicago Bears van 1985, die echter hun enige nederlaag leden in het reguliere seizoen en vervolgens de Super Bowl wonnen.
- De slechtste score voor een AFC East-team in het reguliere seizoen is 0,056 (1 gelijkspel en 8 nederlagen). Dit werd behaald door de Baltimore Colts in het ingekorte seizoen 1982.
- De slechtste score voor een AFC East-team in een niet ingekort regulier seizoen is 0,063 (1 zege en 15 nederlagen). Dit werd drie keer behaald (door de Colts in 1991, door de Jets in 1996 en door de Dolphins in 2007).
- De AFC East-teams spelen allemaal in relatief kleine stad. Miami Gardens, waar de Dolphins spelen, is met 108.862 inwoners (2007) het grootst; de plaatsen waar de andere drie stadions staan hebben minder dan 30.000 inwoners. Daarmee is de AFC East de enige divisie in de NFL waar alle teams spelen in een stad met minder dan een half miljoen inwoners.
- Daarentegen spelen drie van de vier AFC East-teams wel in een grote metropool: de core based statistical area's (agglomeraties) van New York, Boston en Miami behoren alle drie tot de tien grootste agglomeraties in de Verenigde Staten. Alleen in de NFC East spelen er ook minstens drie teams (alle vier) in een van de tien grootste agglomeraties.

American Football Conference
National Football Conference
Super Bowl · Pro Bowl